# Pentylènetétrazole
Le pentylènetétrazole, également connu sous les noms des pentylènetétrazol, métrazol, pentétrazol, pentaméthylènetétrazol, cardiazol ou PTZ, est un médicament autrefois utilisé comme stimulant circulatoire et respiratoire. Le neurologue et psychiatre américano-hongrois Ladislas J. Meduna a découvert en 1934 que des doses élevées provoquaient des convulsions. 
Il a ainsi été utilisé dans ce sens pour provoquer des crises épileptiques  pharmaco-induites par injections intraveineuses dans le cadre de convulsivothérapies, mais son maniement compliqué et source d’effets indésirables importants a fait que son usage a rapidement été supplanté par l’usage de l’électrochoc.
Son autorisation par la Food and Drug Administration (FDA) a été annulée en 1982.